# 施之博
施之博（1832年6月9日—？年），字少執，號濟航，一號酉峰，行二，奉天府承德縣人，咸豐八年戊午擧人，同治乙丑進士，授編修，外授雲南曲靖府知府。